# 그레그 쿨리지
그레그 쿨리지(Greg Coolidge, 1972년 12월 28일 ~ )는 미국의 각본가, 영화 감독, 배우이다.

## 영화
- 라이드 어롱 (2014년)
- 트룹 (2009년)
- 이 달의 점원 (2006년)
- 소로리티 보이즈 (2002년)
- 인 갓 위 트러스트 (2000년)